# Караоба (Западно-Казахстанская область)
Караоба (каз. Қараоба) — село в Казталовском районе Западно-Казахстанской области Казахстана. Административный центр Караобинского сельского округа. Код КАТО — 274851100.

## Население
В 1999 году население села составляло 1414 человек (706 мужчин и 708 женщин). По данным переписи 2009 года в селе проживали 1252 человека (623 мужчины и 629 женщин).